# Fluchgraben (Wiese, Kleiner Brühl)
Der Fluchgraben ist ein knapp ein Kilometer langer Bach des Südschwarzwaldes im baden-württembergischen Landkreis Lörrach. Er befindet sich auf dem Gebiet der Gemeinde Hausen im Wiesental, entspringt am Osthang des Tannenbühls und mündet im Hausener Gewann Kleiner Brühl von rechts und Westen in die Wiese.
Rund dreihundert Meter weiter südlich mündet im Gewann Lützelau ebenfalls ein Bach mit dem Namen Fluchgraben in die Wiese.

## Geographie

### Verlauf
Der Fluchgraben entspringt auf etwa 648 m ü. NHN am Osthang des Tannenbühls, von wo aus er in östlicher Richtung sein zunächst relativ flaches, bewaldetes Tal hinabfließt. Nach knapp 500 Meter wird das Tal deutlich steiler und nach weiteren rund 300 Metern erreicht er die Grenze zum Gebiet von Zell im Wiesental, die er allerdings nur tangiert. An selber Stelle mündet hier der einzige (namenlose) Zufluss von links und Nordwesten auf etwa 485 m ü. NHN und der Fluchgraben biegt nach Südosten ab. Diese Richtung hält er bis zu seiner Mündung im Gewann Kleiner Brühl auf etwa 416 m ü. NHN von rechts und Nordwesten in die Wiese.
Mit Ausnahme der letzten rund 60 Meter bildet sein gesamter Verlauf ein geschütztes Biotop.
Der knapp ein Kilometer lange Lauf des Fluchgrabens mündet rund 230 Höhenmeter unterhalb seiner Quelle, er hat somit ein mittleres Sohlgefälle von etwa 24 %.

### Einzugsgebiet
Das naturräumlich zum Südschwarzwald gehörende Einzugsgebiet ist etwa 66 ha groß, gut dreiviertel der Fläche liegen auf dem Gebiet der Gemeinde Hausen im Wiesental, das andere knappe Viertel auf dem Gebiet der Stadt Zell im Wiesental (davon ein knappes Prozentpunkt zur Gemarkung Gresgen), am westlichen Rand des Einzugsgebietes liegen noch etwa 22 a (ca. 0,3 %), die zur Gemarkung Enkenstein der Stadt Schopfheim gehören. Der höchste Punkt des Einzugsgebiets liegt im Nordwesten am Südhang des Rummelsbühls auf etwa 750 m ü. NHN.
Die Einzugsgebiete der folgenden Nachbargewässer grenzen an:
- Im Norden konkurriert der Teschgraben, der direkt oberhalb in die Wiese mündet;
- im Süden entwässert der parallel verlaufende Fluchgraben direkt unterhalb in die Wiese;
- jenseits der westlichen Wasserscheide liegt das Einzugsgebiet der Kleinen Wiese, die sich in Maulburg in die Wiese ergießt, mit deren Nebenläufen Gresgerbach, Bachmättle und Krummeackerbach.

### Zuflüsse
Auf der amtlichen Gewässerkarte ist lediglich ein namenloser Zufluss eingezeichnet, er entspringt auf etwa 580 m ü. NHN im Zeller Walddistrikt Gotterröhl, ist rund 320 m lang und mündet auf etwa 485 m ü. NHN von links und Nordwesten. In diesen mündet wiederum ein namenloser Hangwaldzufluss von rechts und Westen auf etwa 500 m ü. NHN, dieser entspringt auf etwa 580 m ü. NHN und ist etwa 250 m lang.

### Flusssystem Wiese
- Fließgewässer im Flusssystem Wiese